# Le Cavalier électrique
Pour les articles homonymes, voir Horseman.
Pour plus de détails, voir Fiche technique et Distribution.
Le Cavalier électrique (titre original : The Electric Horseman) est un film américain réalisé par Sydney Pollack, sorti en 1979.

## Synopsis
Cinq fois champion du monde de rodéo, Norman « Sonny » Steele est aujourd'hui à la retraite. Il en est maintenant réduit à travailler pour les sponsors qui le sollicitent. Il devient ainsi l'emblème d'une marque de céréales. Il parade avec un costume bariolé orné d'ampoules lumineuses. Lors d'un show à Las Vegas, il doit monter le pur-sang Rising Star. Mais Sonny s'aperçoit que le cheval a été drogué. Durant la soirée de gala, il s'en va avec le cheval pour le remettre en liberté. Dès lors, les autorités considèrent que Steele a commis un vol. Bientôt la police va se mettre à sa recherche. Hallie Martin, une journaliste en quête de sensationnel parvient à retrouver Steele. Elle envoie le reportage où il explique son geste et décide de rester avec lui durant son voyage. Une histoire d'amour commence alors entre eux et ils vont ensemble tenter d'amener Rising Star vers le lieu de sa liberté.

## Fiche technique
- Titre français : Le Cavalier électrique
- Titre original : The Electric Horseman
- Réalisation : Sydney Pollack
- Scénario : Robert Galland et Paul Gaer, d'après une idée originale de Shelly Burton
- Photographie : Owen Roizman
- Montage : Sheldon Kahn (en)
- Musique : Dave Grusin
- Direction artistique : Stepehn Grimes
- Décors : J. Dennis Washington
- Costumes : Bernie Pollack
- Producteur : Ray Stark

Producteur associé : Ronald L. Schwary
- Sociétés de production : Universal Pictures, Columbia Pictures, Wildwood Enterprises et Rastar Films
- Sociétés de distribution : Columbia Pictures (États-Unis), CIC
- Pays de production :  États-Unis
- Langue originale : anglais
- Genre : Comédie dramatique
- Format : Couleur (Technicolor) - 35 mm - 2,35:1 - son : 4-Track Stereo
- Durée : 122 minutes
- Dates de sortie :
  - États-Unis : 19 décembre 1979 (New York)
  - États-Unis : 21 décembre 1979 (sortie nationale)
  - France : 23 avril 1980

## Distribution
- Robert Redford (VF : Bernard Murat) : Norman « Sonny » Steele
- Jane Fonda (VF : Perrette Pradier) : Hallie Martin
- Valerie Perrine (VF : Evelyn Séléna) : Charlotta
- Willie Nelson (VF : Georges Atlas) : Wendell
- John Saxon (VF : Jean Claudio) : Hunt Sears
- Nicolas Coster (VF : Jean-Claude Montalban) : Fitzgerald
- Allan Arbus : Danny
- Wilford Brimley : Farmer
- Will Hare (VF : Claude Bertrand) : Gus
- Basil Hoffman (VF : Philippe Ogouz) : Toland
- Timothy Scott : Leroy
- James B. Sikking (VF : Bernard Tiphaine) : Dietrich
- James Kline : Tommy
- Franck Speiser (VF : Georges Berthomieu) : Bernie
- Quinn Redeker : Bud Broderick
- Lois Areno : Joanna Camden
- Sarah Harris : Lucinda
- Tasha Zemrus : Louise
- James Novak : Dennis
- Debra L. Maxwell : l'hôtesse à la convention
- Michele Heyden : Sunny Angel
- Robin Timm : Modèle narratrice[pas clair]
- Patricia Blair : narratrice de mode[pas clair]

## Production
Le tournage a lieu en 1978 dans l'Utah (Grafton, Saint George, parc national de Zion), à Las Vegas (notamment au Caesars Palace) et en Californie (Santa Clarita et les Universal Studios).

## Bande originale
La bande originale contient des titres du chanteur country Willie Nelson et des compositions de Dave Grusin.
Liste des titres
1. Midnight Rider - Willie Nelson
2. My Heroes Have Always Been Cowboys - Willie Nelson
3. Mamas Don't Let Your Babies Grow Up to Be Cowboys - Willie Nelson
4. So You Think You're a Cowboy - Willie Nelson
5. Hands on the Wheel - Willie Nelson
6. Electro-Phantasma - Dave Grusin
7. Rising Star (Love Theme) - Dave Grusin
8. Electric Horseman - Dave Grusin
9. Interlude-Tumbleweed Morning - Dave Grusin
10. isco Magic - Dave Grusin
11. Freedom Epilogue - Dave Grusin

## Récompenses et distinctions
Source : Internet Movie Database

### Récompenses
- Cinema Writers Circle Awards 1981 : meilleur film étranger.

### Nominations
- Oscars 1980 : meilleur son